# Joseph Theodor zu Stolberg-Stolberg

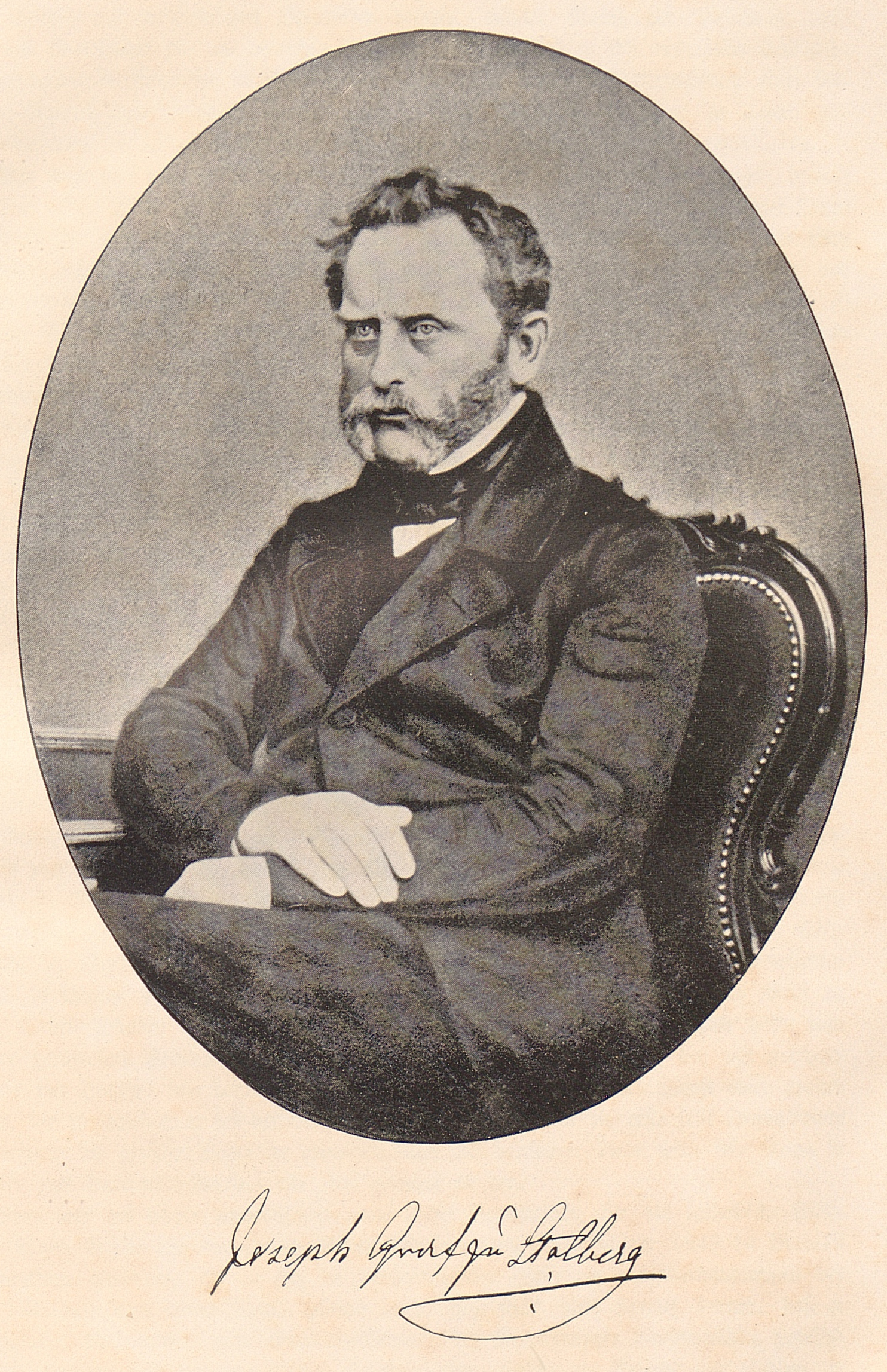
Joseph Theodor Graf zu Stolberg

Joseph Theodor Graf zu Stolberg-Stolberg, auch Joseph Theodor Graf zu Stolberg-Westheim (* 12. August 1804 auf Haus Lütkenbeck; † 5. April 1859 in Rumillies bei Tournai, Belgien), war Gutsbesitzer und Politiker.

## Familie
Joseph Theodor entstammte der hochadligen Familie der Grafen zu Stolberg. Sein Vater war der zum Katholizismus konvertierte Jurist und Dichter Friedrich Leopold zu Stolberg-Stolberg, seine Mutter dessen zweite Frau Sophie Charlotte Eleonore Gräfin von Redern, die Tochter des hohen preußischen Hofbeamten Sigismund Ehrenreich von Redern (1719–1789). Josef Theodor wurde als 15. von 18 Kindern geboren. Sein Bruder Christian Ernst (1783–1846) war ein österreichischer k.u.k. Feldmarschallleutnant. Der Bruder Johann Peter Cajus (1797–1874) war Rittergutsbesitzer und Reichstagsabgeordneter. Der Bruder Leopold Friedrich (1799–1840) war Kreishauptmann des Salzburgkreises des Landes Österreich ob der Enns (heute Oberösterreich).

## Leben und Wirken
Josef zu Stolberg-Stolberg legte sein Abitur in Münster ab und besuchte dort auch die Akademie und hörte vor allem philosophische Vorlesungen. Im Jahr 1823 wechselte zu Stolberg-Stolberg an die Universität in Bonn und studierte Rechtswissenschaften. Er trat 1824 als Novize in Brig in der Schweiz in den Jesuitenorden ein. Zwischen 1824 und 1832 studierte er bei den Jesuiten in der Schweiz in Brig und Freiburg in der Schweiz, ferner in Rom Theologie. Er schied 1834 auf eigenen Wunsch, wegen Zweifeln an seiner geistlichen Berufung, aus dem Orden aus.
Im Jahr 1834 trat zu Stolberg-Stolberg in das österreichische k.u.k. Militär ein und brachte es bis zum Leutnant. Der Eintritt ins österreichische Militär war auf Vermittlung seines ältesten Bruders Christian Ernst, der österreichischer Generalmajor war, geschehen. Im Jahr 1837 kehrte er nach Preußen zurück. 1840 erwarb er das Gut Westheim, damals noch im Kreis Büren gelegen. Er wurde 1843 durch die Landstände des Landkreises Büren aus drei Kandidaten als Landrat ausgewählt. Preußischer Landrat konnte damals nur werden, wer Grundbesitz im Landkreis hatte, in Unabhängigkeit garantierenden Vermögensverhältnissen lebte und seine fachliche Qualifikation in einer Prüfung nachwies. Im Jahr 1843 übernahm er die Verwaltung des Landratsamts des Kreises Büren kommissarisch und wurde 1845 zum Landrat ernannt. Die eigentlich vorgeschriebenen Prüfungen waren ihm erlassen worden. Wegen überaus kritischer Berichte in seinerzeit ungewohnter Sprachwahl wurde er von vorgesetzten Behörden gemaßregelt.
Graf zu Stolberg-Stolberg war Mitglied des westfälischen Provinziallandtages. Während der Revolution von 1848 kam es zu Protesten am Gut Westheim von Bauern. Als Landrat forderte er Militär an, da es Ausschreitungen und Brandstiftungen gegen das Schloss Fürstenberg im Kreis Büren gegeben hatte. Im April 1848 reichte er seinen Abschied als Landrat ein, welcher im Juni ausgesprochen wurde. Im selben Jahr wurde er in die preußische Nationalversammlung gewählt. Diese preußische Nationalversammlung tagte nur vom 22. Mai bis 5. Dezember 1849.
Außerdem war er 1849 an der Gründung der Zeitung „Deutsche Volkshalle“ in Köln und eines Anti-Duellvereins beteiligt.
Von 1852 bis 1854 war er Mitglied in der zweiten Kammer des Preußischen Landtags in Berlin für den Wahlkreis Büren-Warburg-Höxter. Es gehörte zur katholischen Fraktion und war im Fraktionsvorstand. Er machte sich einen Namen als leidenschaftlicher Vertreter katholischer Interessen im protestantisch dominierten Preußen. Er geriet wegen seiner konservativen Standpunkte in Gegensatz zu seiner eher liberalen Fraktion. Wegen Gegensätzen zur Änderung der preußischen Verfassung legte er im Januar 1854 sein Mandat nieder.
Er galt als ein führender Vertreter des politischen Katholizismus im 19. Jahrhundert. Er übte vielfältige Tätigkeiten in der katholischen Laienbewegung aus. Im Jahr 1838 hatte er zweimal, bei den so genannten Kölner Wirren als es einen Konflikt zwischen preußischem Staat und katholischer Kirche gab, den in Minden unter Hausarrest stehenden Kölner Erzbischof Clemens August Droste zu Vischering zu längeren Unterredungen getroffen. Ab 1848 nahmen seine Aktivitäten im Katholizismus zu. Als es 1848 im Deutschen Reich zur Gründung von zahlreichen Piusvereinen für religiöse Freiheit kam, gründete er auch in Westheim einen solchen Verein.
Im Jahr 1849 gehörte zu Stolberg-Stolberg zusammen mit Franz von Hartmann dem Präsidium des deutschen Katholikentages an. Dort wurde als Missionsverein für Deutschland der Bonifatiusverein unter maßgeblicher Beteiligung Josef zu Stolberg-Stolberg gegründet. Er war bis zu seinem Tod 1859 auch erster Präsident des Vereins.
Wegen seiner vielfältigen Aktivitäten kümmerte er sich nie um die wirtschaftlichen Belange seines Gutes Westheim. Das Gut wurde vom jeweiligen Rentmeister geführt. Zum Zeitpunkt seines Todes war das Gut stark verschuldet.
Er starb während einer Reise nach kurzer Krankheit in Rumillies in Belgien. Er wurde in der Gruft der Familie seiner zweiten Frau in Rumillies beigesetzt.
Sein Nachlass im Bundesarchiv zeigt, dass er eine intensive Korrespondenz insbesondere mit Vertretern aus dem katholischen und konservativen Lager pflegte. Dazu zählten unter anderem Kardinal Melchior von Diepenbrock, Ludwig Friedrich Leopold von Gerlach, Hermann von Mallinckrodt, Papst Pius IX., Wilhelm Emmanuel von Ketteler und Konrad Martin, Bischof von Paderborn.

## Familie
Der Graf war zweimal verheiratet. Seine erste Frau Maria Theresia von Spee (* 19. Juni 1811; † 1. Februar 1850) Tochter von Franz Anton von Spee und Gräfin Sophia Maria von Merveldt, heiratete er am 17. Oktober 1838. Das Paar hatte folgende Kinder:
- Sophie (* 14. November 1839; † 9. Mai 1931) ⚭ 28. November 1867 Helge von Hammerstein-Equord (* 18. September 1833; † 16. April 1893)
- Maria (* 17. Juli 1841; † 22. April 1917) ⚭  14. Januar 1862 Klemens von Nagel-Doornick (* 25. Januar 1835; † 18. April 1900)
- Julia (* 3. Juni 1844; † 28. September 1892)
- Leopold (* 4. April 1846; † 30. Januar 1923) ⚭ Mary Elizabeth Eddington (* 14. November 1845; † 15. Dezember 1926)
- Franz (* 13. September 1848; † 22. April 1912)  ⚭ 30. Juli 1872 Maria de Marchant et d’Ansembourg (* 15. Januar 1847; † 2. Oktober 1922)

Am 25. Februar 1851 heiratete er in zweiter Ehe seine Nichte Caroline von Robiano-Borsbeek (* 24. Dezember 1826; † 9. Januar 1882), Tochter seiner Schwester Maria und Carl von Robiano-Borsbeek. Das Paar hatte folgende Kinder:
- Therese (* 1. April 1852; † 9. Juni 1931) ⚭  1. Mai 1873  Philipp von Boeselager (* 28. September 1846; † 14. November 1898)[4]
- Hermann (* 28. Februar 1854; † 16. Juni 1925)  ⚭ 27. November 1879 Marie Karoline von Walterskirchen (* 23. November 1854; † 18. Januar 1918)
- Anna (* 17. November 1855; † 2. Mai 1877)
- Paula (* 20. Oktober 1857; † 11. August 1887)
- Joseph  (* 25. Juni 1859; † 29. Oktober 1888)